# 東京金融取引所
株式会社東京金融取引所（とうきょうきんゆうとりひきしょ）は、東京都千代田区丸の内に所在する日本の金融商品取引所の一つである。金融商品取引清算機関でもある。個人投資家には外国為替証拠金取引の「くりっく365」、株価指数証拠金取引「くりっく株３６５」で有名。略称は「金融取」「TFX」。

## 概要
1989年に旧金融先物取引法に基づいて設立されて以来、日本唯一の金融先物取引所として、また、東京証券取引所・東京工業品取引所（現東京商品取引所）・東京穀物商品取引所（解散）と並んで東京四大取引所と呼ばれていた。
2007年の「金融商品取引法」の施行に伴い、金融先物取引所から、金融商品取引所に移行している。
無担保コールオーバーナイト3ヵ月金利先物(TONA3ヵ月金利先物）、同オプションが上場されている金利先物等取引市場と、「くりっく365」が上場されている為替証拠金取引市場、「くりっく株３６５」が上場されている株価指数証拠金取引市場が開かれている。
設立以来、金融機関を会員とする法人であったが、2004年4月に株式会社化している。
大蔵省（現・財務省）管轄の取引所としては設立が最後発であったため、SPAN証拠金、ギブアップ制度の早期導入など、日本の取引所としては先進的な取り組みを行っていることで知られる。

## システム
金利先物等取引市場と為替証拠金取引市場は別のシステムで運営されている。
金利先物等取引市場のシステムは、取引システムではユーロネクスト、シカゴ商品取引所などの海外取引所で広く使用されているライフ・コネクトを使用し、清算システムの構築とシステム全体の運用を富士通が担当している。
為替証拠金取引市場で使用されているシステムは、日本の取引所では唯一のMicrosoft Windowsをベースとしたシステムで、日本ユニシスが運用を担当していた。しかし、2008年10月27日をもって日立製作所のシステムに変更された。

## 沿革
- 1989年 3月 - 金融先物取引法施行。
- 1989年 4月 - 会員制法人東京金融先物取引所設立。
- 1989年 6月 - 取引を開始。
- 1991年 2月 - 完全システム取引を開始。
- 1991年12月 - 夜間取引を開始。
- 1996年 4月 - SPAN証拠金制度を導入。
- 1998年12月 - 証拠金の分別管理制度を導入。
- 1999年 1月 - APIを導入。
- 1999年10月 - ギブアップ制度を導入。
- 2000年 8月 - RFQ制度を導入。
- 2001年 1月 - 米国先物業協会（英語版）(FIA)に加入。
- 2003年 4月 - ブロック取引を導入。
- 2004年 4月 - 会員制法人から株式会社に組織変更。
- 2005年 7月 - 取引所為替証拠金取引（「くりっく365」）を開始。
- 2007年 3月 - CFTCからNo-Action Letterを取得。
- 2007年 9月 - 金融商品取引法の施行により、社名を東京金融取引所に変更、金融商品取引所となる。
- 2008年 5月 - 初の策定となる、2008 - 2010年度の中期経営計画を発表。
- 2009年 6月 - 東京都千代田区一番町より丸の内2丁目へ移転。
- 2010年11月 - 取引所株価指数証拠金取引（「くりっく株365」）を開始。
- 2016年2月29日 - 東京都千代田区丸の内2丁目より現在の所在地（丸の内1丁目の鉃鋼ビルディング8階）へ移転。
- 2017年 10月 - 取引所為替証拠金取引（くりっく３６５）に1通貨ペア追加
- 2020年 10月 - 株価指数リセット付証拠金取引を上場
- 2021年 5月 - FXクリアリング取引を開始
- 2021年 9月 - 取引所株価指数証拠金取引（くりっく株３６５）に２ETF追加
- 2022年 2月 - 取引所株価指数証拠金取引（くりっく株３６５）に１指数追加
- 2023年 3月 - 無担保コールオーバーナイト3ヵ月金利先物(TONA3ヵ月金利先物）及び同オプション　取引開始
- 2023年9月 - 取引所株価指数証拠金取引（くりっく株３６５）に１指数及び2ETFを追加
- 2024年6月 - 信用リスク取引事業を行う子会社「株式会社 信用リスク管理基盤」（CRMP）を設立
- 2024年9月 - 取引所株価指数証拠金取引（くりっく株３６５）に１指数追加
- 2025年1月 - 取引所為替証拠金取引（くりっく３６５）に3通貨ペア追加

## 上場商品

### 現在上場している商品
2025年4月現在。
- 無担保コールオーバーナイト3ヵ月金利先物(TONA3ヵ月金利先物）及び同オプション
- 取引所為替証拠金取引 （くりっく365）
- 取引所株価指数証拠金取引 （くりっく株365）

### 過去に上場していた商品
- 米ドル短期金利先物取引
- 日本円・米ドル通貨先物取引
- 米ドル・日本円通貨先物取引
- 1年物日本円金利先物取引
- ユーロ円LIBOR3カ月金利先物取引
- ユーロ円LIBOR6カ月金利先物取引
- ユーロ円3カ月金利先物取引
- ユーロ円3カ月金利先物オプション取引
- 円金利スワップ先物取引
- GCレポS/N金利先物取引
- 無担保コールO/N金利先物取引

### 上場を予定している商品
- クレジット・デフォルト・スワップ取引
- 天候デリバティブ取引

## 他取引所との提携
覚書などを締結している取引所。
- ユーロネクスト（業務提携）
- シンガポール取引所
- シドニー先物取引所
- 韓国取引所
- 台湾先物取引所
- シカゴ商品取引所
- 上海先物取引所
- 中部大阪商品取引所（解散）
- 東京工業品取引所（現東京商品取引所）
- 大連商品交易所

## 主なテレビCM
過去
- モーニングサテライト（テレビ東京）
- ワールドビジネスサテライト（テレビ東京）
- 先物ワールド（日経CNBC）
- サンデープロジェクト（テレビ朝日、関東ローカル）

## アクセス
- JR東京駅から徒歩約2分。
- 東京メトロ東西線大手町駅から徒歩約5分。
- 東京メトロ銀座線日本橋駅から徒歩約3分。